# Identidades logarítmicas
Em matemática, existem diversas identidades logarítmicas.

## Identidades algébricas ou leis

### Usando operações simples
Logaritmos podem ser usados para realizar-se cálculos mais facilmente. Por exemplo, dois números podem ser multiplicados apenas usando-se uma tábua de logaritmos e adição.

###### Operações simples com logaritmos
| Tipo de operação        | identidade | Justificativa                                                                                               | Observação |
| Produto                 | {\displaystyle \log _{b}(xy)=\log _{b}(x)+\log _{b}(y)}                                                         | {\displaystyle b^{c}\cdot b^{d}=b^{c+d}}                                                                    | |
| Divisão                 | {\displaystyle \log _{b}\!\left({\begin{matrix}{\frac {x}{y}}\end{matrix}}\right)=\log _{b}(x)-\log _{b}(y)}    | {\displaystyle b^{c-d}={\tfrac {b^{c}}{b^{d}}}}                                                             | {\displaystyle \log _{b}\!\left({\begin{matrix}{\frac {x}{y}}\end{matrix}}\right)\neq {\frac {\log _{b}{x}}{\log _{b}{y}}}}. Por exemplo, {\displaystyle \log _{10}\!\left({\begin{matrix}{\frac {2}{3}}\end{matrix}}\right)\cong -0,17}, o que não é igual a {\displaystyle {\frac {\log _{10}{2}}{\log _{10}{3}}}\cong {\frac {0,3010}{0,4771}}\cong 0,63} |
| Exponenciação           | {\displaystyle \log _{b}(x^{d})=d\log _{b}(x)}                                                                  | {\displaystyle (b^{c})^{d}=b^{cd}}                                                                          | {\displaystyle \log _{b}(x^{d})\neq \left[\log _{b}(x)\right]^{d}=\log _{b}^{d}(x)}. Por exemplo, {\displaystyle \log _{10}(2^{3})\cong 0,90}, o que não é igual a {\displaystyle \left[\log _{10}(2)\right]^{3}\cong 0,027} |
| Radiciação              | {\displaystyle \log _{b}\!\left(\!{\sqrt[{y}]{x}}\right)={\begin{matrix}{\frac {\log _{b}(x)}{y}}\end{matrix}}} | {\displaystyle {\sqrt[{y}]{x}}=x^{1/y}}                                                                     | |
| Exponenciação           | {\displaystyle x^{\log _{b}(y)}=y^{\log _{b}(x)}}                                                               | {\displaystyle x^{\log _{b}(y)}=b^{\log _{b}(x)\log _{b}(y)}=b^{\log _{b}(y)\log _{b}(x)}=y^{\log _{b}(x)}} | |
| Produto e exponenciação | {\displaystyle c\log _{b}(x)+d\log _{b}(y)=\log _{b}(x^{c}y^{d})}                                               | {\displaystyle \log _{b}(x^{c}y^{d})=\log _{b}(x^{c})+\log _{b}(y^{d})}                                     | |

Onde {\displaystyle b,} {\displaystyle x,} e {\displaystyle y} são números reais positivos e {\displaystyle b\neq 1.} Tanto {\displaystyle c} quanto {\displaystyle d} são números reais.

### Identidades triviais
| {\displaystyle \log _{b}(1)=0} | porque | {\displaystyle b^{0}=1} |
| {\displaystyle \log _{b}(b)=1} | porque | {\displaystyle b^{1}=b} |

Note-se que {\displaystyle \log _{b}(0)} é indefinido porque não existe qualquer número {\displaystyle x} tal que {\displaystyle b^{x}=0.} De fato, existe uma assímptota vertical no gráfico de {\displaystyle \log _{b}(x)} quando {\displaystyle x=0.}

### Cancelando exponenciais
Logaritmos e exponenciais (antilogaritmos) com a mesma base cancelam-se um ao outro. Isto é verdadeiro porque logaritmos e exponenciais são operações inversas (assim como multiplicação e divisão).
| {\displaystyle b^{\log _{b}(x)}=x} | porque | {\displaystyle \mathrm {antilog} _{b}(\log _{b}(x))=x} |
| {\displaystyle \log _{b}(b^{x})=x} | porque | {\displaystyle \log _{b}(\mathrm {antilog} _{b}(x))=x} |

### Mudança de base
{\displaystyle \log _{a}b={\log _{c}b \over \log _{c}a}}
Esta identidade é necessária para obter-se logaritmos em calculadoras. Por exemplo, a maioria das calculadoras tem teclas para ln e para log10, mas não para log2. Para encontrar-se log2(3), deve-se calcular log10(3) / log10(2) (ou ln(3)/ln(2), os quais resultam o mesmo resultado).

#### Demonstração
Considerando-se {\displaystyle y=\log _{a}b.}
Então {\displaystyle a^{y}=b.}
Tomando-se {\displaystyle \log _{c}} em ambos os lados: {\displaystyle \log _{c}a^{y}=\log _{c}b}
Simplificando e resolvendo para {\displaystyle y:} {\displaystyle y\log _{c}a=\log _{c}b}
{\displaystyle y={\frac {\log _{c}b}{\log _{c}a}}}
Dado que {\displaystyle y=\log _{a}b,} então {\displaystyle \log _{a}b={\frac {\log _{c}b}{\log _{c}a}}}
Esta fórmula tem algumas consequências:
{\displaystyle \log _{a}b={\frac {1}{\log _{b}a}}}
{\displaystyle \log _{a^{n}}b={{\log _{a}b} \over n}}
{\displaystyle a^{\log _{b}c}=c^{\log _{b}a}}
{\displaystyle -\log _{a}b=\log _{a}\left({1 \over b}\right)=\log _{1 \over a}b}
{\displaystyle \log _{a_{1}}b_{1}\,\cdots \,\log _{a_{n}}b_{n}=\log _{a_{\pi (1)}}b_{1}\,\cdots \,\log _{a_{\pi (n)}}b_{n},}
onde {\displaystyle \scriptstyle \pi } é qualquer permutação dos subscritos 1, …, n. Por exemplo
{\displaystyle \log _{a}w\cdot \log _{b}x\cdot \log _{c}y\cdot \log _{d}z=\log _{d}w\cdot \log _{a}x\cdot \log _{b}y\cdot \log _{c}z.}

### Soma/subtração
A seguinte regra de soma/subtração é especialmente útil em teoria da probabilidade quando se trata de uma soma de log-probabilidades:
{\displaystyle \log _{b}(a+c)=\log _{b}a+\log _{b}(1+b^{\log _{b}c-\log _{b}a})}
{\displaystyle \log _{b}(a-c)=\log _{b}a+\log _{b}(1-b^{\log _{b}c-\log _{b}a})}
a qual resulta nos casos especiais:
{\displaystyle \log _{b}(a+c)=\log _{b}a+\log _{b}(1+{\frac {c}{a}})}
{\displaystyle \log _{b}(a-c)=\log _{b}a+\log _{b}(1-{\frac {c}{a}})}
Note-se que na prática {\displaystyle a} e {\displaystyle c} tem que ser ligados no lado direito das equações se {\displaystyle c>a.} Observe-se também que a identidade de subtração não está definida se {\displaystyle a=c} uma vez que o logaritmo de zero não é definido.
Mais genericamente:
{\displaystyle \log _{b}\sum \limits _{i=0}^{N}{a_{i}}=\log _{b}a_{0}+\log _{b}\left(1+\sum \limits _{i=1}^{N}{\frac {a_{i}}{a_{0}}}\right)=\log _{b}a_{0}+\log _{b}\left(1+\sum \limits _{i=1}^{N}{b^{\left(\log _{b}a_{i}-\log _{b}a_{0}\right)}}\right)}
onde {\displaystyle a_{0},\cdots ,a_{N}>0.}

## Identidades do cálculo

### Limites
{\displaystyle \lim _{x\to 0^{+}}\log _{a}x=-\infty \quad {\mbox{se }}a>1}
{\displaystyle \lim _{x\to 0^{+}}\log _{a}x=\infty \quad {\mbox{se }}a<1}
{\displaystyle \lim _{x\to \infty }\log _{a}x=\infty \quad {\mbox{se }}a>1}
{\displaystyle \lim _{x\to \infty }\log _{a}x=-\infty \quad {\mbox{se }}a<1}
{\displaystyle \lim _{x\to 0^{+}}x^{b}\log _{a}x=0}
{\displaystyle \lim _{x\to \infty }{1 \over x^{b}}\log _{a}x=0}
O último limite é muitas vezes resumido como "logaritmos crescem mais lentamente do que qualquer potência ou raiz de x".

### Derivadasde funções logarítmicas
{\displaystyle {d \over dx}\log _{b}x={1 \over x\ln b},\qquad b>0,b\neq 1}
{\displaystyle {d \over dx}\ln x={1 \over x\ln e}={1 \over x},\qquad x>0}

### Definição integral
{\displaystyle \ln x=\int _{1}^{x}{\frac {1}{t}}dt}

### Integraisde funções logarítmicas
{\displaystyle \int \log _{a}x\,dx=x(\log _{a}x-\log _{a}e)+C}
Para lembrar integrais mais altas, é conveniente definir:
{\displaystyle x^{\left[n\right]}=x^{n}(\log(x)-H_{n})}
{\displaystyle x^{\left[0\right]}=\log x}
{\displaystyle x^{\left[1\right]}=x\log(x)-x}
{\displaystyle x^{\left[2\right]}=x^{2}\log(x)-{\begin{matrix}{\frac {3}{2}}\end{matrix}}\,x^{2}}
{\displaystyle x^{\left[3\right]}=x^{3}\log(x)-{\begin{matrix}{\frac {11}{6}}\end{matrix}}\,x^{3}}
Então,
{\displaystyle {\frac {d}{dx}}\,x^{\left[n\right]}=n\,x^{\left[n-1\right]}}
{\displaystyle \int x^{\left[n\right]}\,dx={\frac {x^{\left[n+1\right]}}{n+1}}+C}

## Aproximando grandes números
As identidades de logaritmos pode ser usadas para aproximar grandes números. Note-se que logb(a) + logb(c) = logb(a*c), onde a, b, e c são constantes arbitrárias. Supondo-se que quer se aproximat o 44° primo de Mersenne, 232.582.657 - 1. Para obter-se o logaritmo de base 10, nós devemos miultiplicar 32.582.657 por log10(2), tomando 9.808.357,09543 = 9.808.357 + 0,09543. Podemos então tomar 109.808.357 * 100,09543 ≈ 1,25 * 109.808.357.
Similarmente, fatoriais podem ser aproximados por somar-se os logaritmos dos termos.

## Identidades logarítmicas complexas
O logaritmo complexo é o análogo em números complexos da função logaritmo. Nenhuma função no plano complexo pode satisfazer as regras normais para logaritmos. Entretanto uma função multivalorada pode ser definida a qual satisfaça a maioria das identidades. É comum considerar-se esta como uma função definida em um superfície de Riemann. A única versão valorada chamada valor principal do logaritmo pode ser definida a qual é descontínua no eixo x negativo e é igual a versão de vários valores em um único ramo de corte

### Definições
A convenção usada aqui será que a primeira letra em maiúscula é usada para o valor principal das funções e a versão minúscula refere-se à função de valor multivalorada. A única versão valorada de definições e identidades é sempre dada primeiro, seguida por uma seção separada para as várias versões valoradas.
ln(r) é o padrão logaritmo natural do número real r.
Log(z) é o valor principal da função logaritmo complexo e tem parte imaginária no intervalo (-π, π].
Arg(z) é o valor principal da função arg, seu valor é restrito a (-π, π]. Pode ser computado usando-se Arg(x+iy)= atan2(y, x).
{\displaystyle \operatorname {Log} (z)=\ln(|z|)+i\operatorname {Arg} (z)}
{\displaystyle e^{\operatorname {Log} (z)}=z}
A versão valorada múltipla de log(z) é um conjunto, mas é mais fácil escrevê-lo sem barras e usá-lo em fórmulas seguindo regras óbvias.
log(z) é o conjunto dos números complexos v os quais satisfazem ev = z
arg(z) é o conjunto dos valores possíveis da função arg aplicada a z.
Quando k é qualquer inteiro:
{\displaystyle \operatorname {Log} (z)=\ln(|z|)+i\operatorname {Arg} (z)}
{\displaystyle \log(z)=\operatorname {Log} (z)+2\pi ik}
{\displaystyle e^{\log(z)}=z}

### Constantes
Principais formas de valoração:
{\displaystyle \operatorname {Log} (1)=0}
{\displaystyle \operatorname {Log} (e)=1}
Formas de valoração múltipla, para qualquer k inteiro:
{\displaystyle \log(1)=0+2\pi ik}
{\displaystyle \log(e)=1+2\pi ik}

### Soma
Principais formas de valoração:
{\displaystyle \operatorname {Log} (z_{1})+\operatorname {Log} (z_{2})=\operatorname {Log} (z_{1}z_{2}){\pmod {2\pi i}}}
{\displaystyle \operatorname {Log} (z_{1})-\operatorname {Log} (z_{2})=\operatorname {Log} (z_{1}/z_{2}){\pmod {2\pi i}}}
Formas de valoração múltipla:
{\displaystyle \log(z_{1})+\log(z_{2})=\log(z_{1}z_{2})}
{\displaystyle \log(z_{1})-\log(z_{2})=\log(z_{1}/z_{2})}

### Potências
Um potência complexa de um número complexo pode ter muitos valores possíveis.
Principais formas de valoração:
{\displaystyle {z_{1}}^{z_{2}}=e^{z_{2}\operatorname {Log} (z_{1})}}
{\displaystyle \operatorname {Log} {\left({z_{1}}^{z_{2}}\right)}=z_{2}\operatorname {Log} (z_{1}){\pmod {2\pi i}}}
Formas de valoração múltipla:
{\displaystyle {z_{1}}^{z_{2}}=e^{z_{2}\log(z_{1})}}
Onde k1, k2 são quaisquer inteiros:
{\displaystyle \log {\left({z_{1}}^{z_{2}}\right)}=z_{2}\log(z_{1})+2\pi ik_{2}}
{\displaystyle \log {\left({z_{1}}^{z_{2}}\right)}=z_{2}\operatorname {Log} (z_{1})+z_{2}2\pi ik_{1}+2\pi ik_{2}}